# Авария Як-40 под Армавиром
Авария Як-40 под Армавиром — авиационная авария, произошедшая 7 декабря 1976 года в окрестностях Армавира. Авиалайнер Як-40 Днепропетровского ОАО авиакомпании «Аэрофлот» выполнял плановый внутренний рейс Н-929 по маршруту Днепропетровск — Минеральные Воды, но из-за сложных погодных условий в Минераловодинском аэропорту лайнер ушёл на запасной в Краснодар. Из-за недостатка топлива экипаж решил садиться в Армавирском аэродроме, но не дотянул до аэродрома и совершил аварийную посадку в лес. Никто из 29 человек (25 пассажиров и 4 членов экипажа) не погиб и не пострадал.

## Самолёт
Як-40 с бортовым номером 87756 (заводской — 9030112, серийный — 12-01) был выпущен Саратовским авиационным заводом в 1970 году, а 17 января 1971 года Министерство авиапромышленности передало его ГосНИИ ГА. К 26 июля 1973 года авиалайнер передали Министерству гражданской авиации, которое направило его в Днепропетровский авиаотряд Украинского управления гражданской авиации.

## Авария
Як-40 борт СССР-87756 выполнял рейс Н-929 из Днепропетровска в Минеральные Воды. В 18:14 на подходе к аэропорту Минеральных Вод экипаж связался с диспетчером подхода и получил указание направляться на запасной аэродром, так как в Минеральных Водах стоял туман, а видимость составляла около 300 метров, что было ниже метеорологического минимума для самолёта. Экипаж запросил разрешение следовать в Ставропольский аэропорт, однако получил отказ, так как, согласно словам диспетчера, там также стоял туман, а видимость составляла около 300 метров.
Вместо этого экипаж был отправлен в Краснодар, несмотря на малый запас топлива. По пути к Краснодару экипаж произвёл расчёт топлива и понял, что его не хватит, в связи с чем принял решение следовать на военный Армавирский аэродром. При заходе на посадку на данный аэродром на предпосадочной прямой произошло истощение топлива, в результате двигатели остановились. В данной ситуации экипаж был вынужден принять решение о вынужденной посадке вне аэродрома. Як-40 приземлился на поле в 2 километрах от аэродрома, проехав которое врезался в небольшие деревья, после чего остановился. Никто из находящихся на борту пассажиров  и членов экипажа не погиб, но сам самолёт получил критические повреждения и был списан.

## Расследование
Как показала проверка, когда рейсу Н-929 было отказано в посадке в Ставропольском аэропорту, на самом деле видимость там в это время составляла 700 метров, что выше метеорологического минимума для самолётов Як-40 и позволяло совершить посадку.